# Monnaie électronique
 (mai 2024).
Si vous disposez d'ouvrages ou d'articles de référence ou si vous connaissez des sites web de qualité traitant du thème abordé ici, merci de compléter l'article en donnant les références utiles à sa vérifiabilité et en les liant à la section « Notes et références ».
Pour les articles homonymes, voir Monnaie (homonymie).

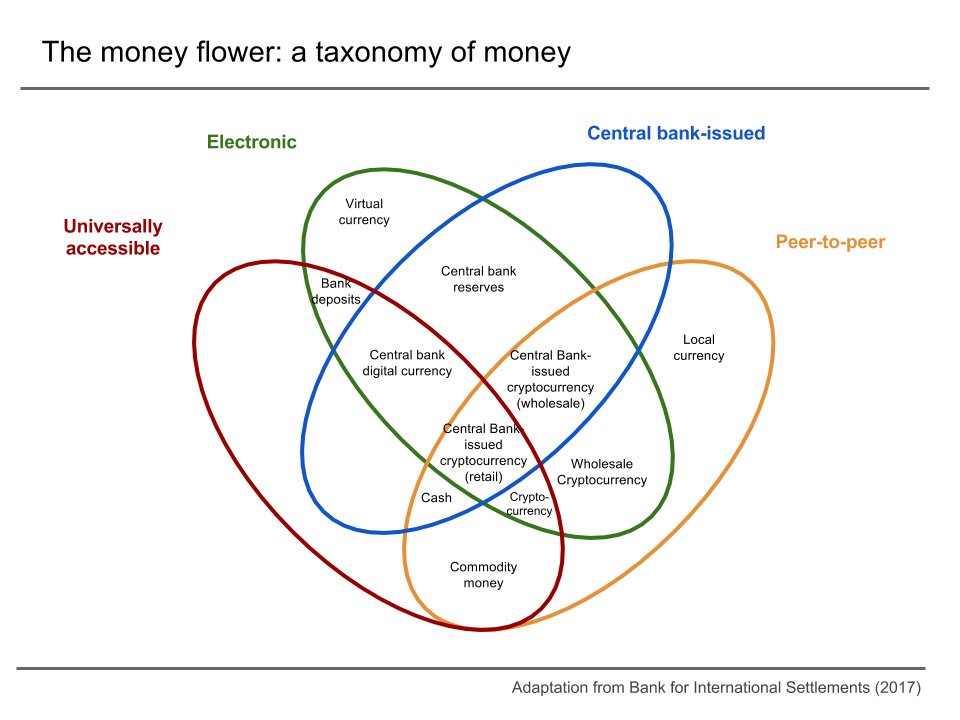
Diagramme de la répartition de la monnaie entre l'agent accessible universielement, la monnaie électronique, la monnaie émise par les banques centrales et la monnaie paire-à-paire.

La monnaie électronique, ou monnaie numérique, est une valeur monétaire stockée sur un support électronique indépendante d'un compte bancaire.
Elle s'oppose à la monnaie scripturale (dépôts bancaires) et est assimilable aux espèces de la monnaie fiduciaire (pièces et billets).[Information douteuse]
La monnaie numérique se distingue par sa matérialisation cryptographique, garantissant sa sécurité et son authenticité.[Information douteuse]
Elle est utilisable pour effectuer des transactions de paiement et se distingue par son mode de création et de circulation.
La monnaie numérique peut être émise par des institutions financières (monnaie électronique) ou par des entités privées (crypto-monnaies).[Information douteuse]

## Définitions
monnaie électronique
Le terme de monnaie électronique fait l'objet d'une définition juridique dans l'Union européenne mais pas au Canada.
En Europe, une directive définit légalement le terme monnaie électronique comme « une valeur monétaire qui est stockée sous une forme électronique, y compris magnétique, représentant une créance sur l’émetteur, qui est émise contre la remise de fonds aux fins d’opérations de paiement (...) de la directive 2007/64/CE et qui est acceptée par une personne physique ou morale autre que l’émetteur de monnaie électronique ».
Historiquement, les termes "monnaie électronique" et "portefeuille électronique" étaient souvent utilisés de manière interchangeable, ce qui créait une confusion.
En réalité, il existe une différence importante entre les deux :
- Porte-monnaie électronique : il stocke de la monnaie numérique (valeur monétaire stockée sous forme électronique) et permet d'effectuer des paiements (ex: Carte cadeau prépayée).
- Portefeuille numérique : il ne stocke pas de monnaie numérique, mais donne accès à des moyens de paiement (cartes bancaires, etc.) pour effectuer des paiements de manière plus sûre et mobile (ex: Apple Pay) en général par le biais d'une clé privée.

Les réseaux de cartes comme Visa et Mastercard font ainsi la distinction entre la carte prépayée (qui stocke de la monnaie électronique et est une forme de porte-monnaie électronique) et le portefeuille numérique (ou "digital wallet") qui ne stocke pas de monnaie électronique, mais permet d'utiliser des cartes bancaires et d'autres moyens de paiement.
Dans l'Union européenne ou en France, pour être juridiquement qualifiée de monnaie électronique, la chose doit cumulativement répondre à chacun des critères suivants:
- être émis contre une monnaie ayant cours légal
- être une valeur monétaire représentant une réserve de valeur acceptée par un réseau de tiers
- être enregistrée sous forme électronique
- représenter une créance sur l'émetteur
- être remboursable à la valeur nominale

La monnaie électronique est une forme de monnaie scripturale utilisée à des fins de transactions. Elle est à l'origine conçue pour fonctionner sous forme de carte de prépaiement mais a été étendue à la notion de compte en ligne.
établissement de monnaie électronique
Dans l'espace économique européen, un établissement de monnaie électronique est une entreprise bénéficiant d'un agrément d’établissement de monnaie électronique.
monnaie numérique
L'expression monnaie numérique est la traduction de l'anglais digital currency. Elle est notamment utilisée dans l'expression monnaie numérique de banque centrale.
Le terme peut ainsi désigner l'équivalent numérique — au sens de dématérialisé — d'une monnaie ou d'une devise.

## Histoire
Le virement bancaire direct et le chèque ne sont pas adaptés au commerce en ligne, l'un pour sa lourdeur et l'autre pour ses limitations géographiques et temporelles.
En 1997, dans les débuts de la monnaie électronique, la télécarte prépayée qui est spécifique à un usage donné et qui n'est pas rechargeable est un point de départ. La même année, la monnaie électronique est envisagée pour répondre à des achats fréquents par automate, sans recourir au traitement par carte bancaire plus couteux.
En 2000, la directive européenne 2000/46/CE crée la notion de monnaie électronique. La transposition dans les droits nationaux a conduit à des divergences entre les États membres. La directive 2009/110/CE a été adoptée pour harmoniser la réglementation.
En 2009, une directive européenne 2009/110/CE définit le concept de monnaie électronique.
En 2019, une jurisprudence européenne dit que « des services fournis par des établissements de monnaie électronique dans le cadre d’opérations de paiement, (...) constituent des activités liées à l’émission de monnaie électronique, au sens de cette disposition, si ces services déclenchent l’émission ou le remboursement de monnaie électronique dans le cadre d’une seule et même opération de paiement. ».
En 2023, un règlement européen définit le «jeton de monnaie électronique» comme « un type de crypto-actif qui vise à conserver une valeur stable en se référant à la valeur d’une monnaie officielle ».

## Terminologie
L'expression monnaie électronique a un sens défini juridiquement dans les pays de l'Union européenne.

### Monnaie électronique légale
La monnaie numérique, aussi appelée monnaie électronique, peut être définie de deux manières :
1. Définition large : Toute monnaie stockée et utilisée sur des supports et appareils électroniques est considérée comme "électronique". Cela inclut la monnaie scripturale (comptes bancaires) car elle est gérée numériquement. Seuls les billets et les pièces échappent à cette définition.
2. Définition étroite : Seule la monnaie stockée sur un support électronique indépendant d'un compte bancaire est considérée comme "électronique". Cette monnaie est alimentée par des billets, des pièces ou des virements. Elle se distingue de la monnaie fiduciaire (billets et pièces) et de la monnaie scripturale (comptes bancaires).

Dans les deux cas, la monnaie numérique est soumise à la réglementation bancaire.
Au Canada, un porte-monnaie électronique ne constitue pas une monnaie ayant cours légal au sens de la Loi sur la monnaie, vu qu'elle n'est ni monnaie ni billets de banques émis par la Banque du Canada.

### Crypto-monnaie
Les cryptomonnaies ou crypto-actifs sont des jetons numérique décentralisés, créés et gérés dans des registres distribués par un réseau informatique et non par une autorité centrale. Certains promoteurs de monnaies cryptées, purement électroniques, adoptent des stratégies pour minimiser la perception de leur système comme une monnaie officielle, et ainsi potentiellement échapper aux réglementations bancaires. De fait, en Europe les crypto-actifs sont régis par le règlement (UE) 2023/1114 du 31 mai 2023, règlement européen sur les marchés de crypto-actifs qui ne considère les crypto-actifs ni comme une monnaie, ni comme une monnaie électronique.

### Monnaie virtuelle
La monnaie virtuelle est une monnaie numérique utilisée dans un environnement virtuel, comme un jeu vidéo, et n'ayant pas de valeur légale. Elle est stockée sur un support électronique et non soumise à la réglementation bancaire. On peut distinguer trois types de monnaies virtuelles :
- Monnaie virtuelle fermée : Utilisée uniquement dans un environnement virtuel spécifique (ex : jeu vidéo).
- Monnaie virtuelle à flux unidirectionnel: Achetable avec de la monnaie légale, mais non convertible en monnaie légale.
- Monnaie virtuelle à flux bidirectionnel: Convertible dans les deux sens avec la monnaie légale (ex : Bitcoin).

Concernant la réglementation des monnaies virtuelles, les monnaies virtuelles à flux unidirectionnel sont soumises à des règles spécifiques en Europe. Les transactions en monnaie virtuelle peuvent être limitées en montant.
Tracfin considère qu'une monnaie virtuelle est une monnaie enregistrée sur un support électronique. Certains auteurs assimilent cela à de la monnaie électronique, ce qui «ne semble pas permis» en droit de l’Union européenne où l'expression monnaie électronique a une signification juridique précise introduite par la directive 2009/110/CE.
En Europe, la pratique de la monnaie virtuelle dans les jeux vidéo est établie. Elle est susceptible de tromper les enfants. Une plainte de groupes de consommateurs dénonce les pratiques des éditeurs de jeux vidéo qui vendent des objets virtuels en échange de monnaie virtuelle sans afficher le prix dans une monnaie ayant cours légal. Des juristes considèrent que les monnaies virtuelles peuvent en Europe poser des questions de légalité comme l'omission de l'affichage du prix dans une monnaie ayant cours légal ou le statut de la licence d'utilisation de la monnaie virtuelle.

## "Monnaie électronique" des systèmes de paiement
Différents systèmes de paiement électroniques existent.
La monnaie électronique est une forme de monnaie scripturale utilisée à des fins de transactions. Elle est à l'origine conçue pour fonctionner sous forme de carte de prépaiement mais a été étendue à la notion de compte en ligne.

### Cartes prépayées
Les cartes prépayées se présentent comme une alternative aux espèces et aux cartes bancaires classiques.
Les cartes prépayées sont des instruments de paiement stockant une valeur monétaire et utilisables pour des achats auprès de divers fournisseurs. Elles ne sont pas liées à un compte bancaire et peuvent être achetées de manière anonyme. Il existe deux types de cartes prépayées :
- Les cartes à usage non spécialisé : Elles peuvent être utilisées pour acheter une large gamme de produits et services (ex :Moneo.
- Les cartes à usage spécialisé : Elles ne peuvent être utilisées que pour un type d'achat spécifique, comme les transports ou les communications.

Les cartes prépayées constituent un instrument de paiement en plein essor avec de nombreux avantages (contrôle des dépenses, sécurité, confidentialité, accessibilité), mais aussi des risques (frais, limites d'utilisation, acceptation)
et défis (développement des technologies de paiement, réglementation, acceptation des commerçants) à prendre en compte.
En Europe, les systèmes de cartes prépayées peuvent dans certains cas être considérés comme relevant des établissements de monnaie électronique mais dans d’autres cas relever
de la directive sur les services de paiement (DSP).

### Cartes de  paiement
En Europe, la législation considère qu'une carte de paiement est une carte de débit ou une carte de crédit.
La carte de crédit est devenue le moyen de paiement privilégié en ligne, mais elle présente des risques de sécurité liés à la transmission des données bancaires.
Des solutions comme PayPal et Google Wallet permettent de masquer les données bancaires des utilisateurs et des commerçants, sécurisant ainsi les transactions.
En France, les banques ont lancé PayLib et Kwixo, des solutions de paiement à distance qui protègent les données bancaires.
Visa et Mastercard proposent également des solutions de paiement en ligne : V.me et Masterpass.
Ces solutions ne créent pas de monnaie électronique, mais utilisent des "comptes" qui sont en réalité des fiches d'information sécurisées. Elles présentent des avantages pour tous les acteurs :
- Utilisateurs : Simplicité, sécurité et mobilité.
- Banques : Acquisition de nouveaux clients, fidélisation, réduction des besoins en espèces et développement de services payants.
- Commerçants : Facilité pour les clients, réduction de la gestion des espèces et rapidité aux caisses.

Le marché du paiement en ligne est en pleine expansion et attire de nombreux acteurs ; ceci stimule l'innovation et la recherche de solutions toujours plus sécurisées et pratiques telles que PayByPhone et Braintree.
En Europe, selon les définitions de la directive:
- correspondent à de la monnaie électronique un compte de paiement qui permet de faire un paiement ou d'utiliser de la monnaie électronique. Les cartes prépayées correspondent en principe à de la monnaie électronique,
- ne correspond pas à de la monnaie électronique la carte de paiement qui est une catégorie d'instrument de paiement qui permet au payeur d'initier une opération par carte de débit ou de crédit.

### Monnaie chiffrée
Diverses initiatives ont été lancées pour créer des "monnaies non conventionnelles", échappant au contrôle des États. Internet et les technologies pair à pair permettent de redonner aux utilisateurs liberté et confidentialité dans leurs transactions.
Le Bitcoin est l'exemple le plus abouti de ces monnaies non conventionnelles. Entièrement émise par un programme informatique accessible sur internet, cette monnaie chiffrée ne peut être consommée et sert uniquement à stocker de la valeur. Elle peut être transférée instantanément et, dans une certaine mesure, utilisée pour des achats dans des commerces acceptant ce mode de paiement. Le Bitcoin est donc une monnaie purement électronique, sans intermédiaire de confiance garantissant sa valeur et l'identité des utilisateurs.
Les banques centrales, comme la BCE, surveillent attentivement ces monnaies alternatives. L'enjeu principal réside moins dans l'aspect bancaire que dans les implications policières. L'anonymat inhérent à ces systèmes, comparable à celui des billets de banque, facilite les transactions illégales, le financement d'activités criminelles et le blanchiment d'argent. Il est important de souligner que :
1. le Bitcoin n'offre qu'un pseudo-anonymat : les portefeuilles et les transactions sont visibles par tous en direct sur la blockchain, de manière transparente. Des individus ayant les compétences adéquates peuvent remonter jusqu'à l'identité réelle d'un utilisateur à partir d'un achat sur une plateforme d'échange ou d'une adresse IP.
2. Ces systèmes ne doivent pas être confondus avec les services de transferts de fonds traditionnels, comme Western Union. Dans ces services, la monnaie transférée est une devise officielle et seule la méthode de transfert est électronique.

En droit français, ces crypto-actifs ou crypto-monnaies ne sont pas considérées comme de la monnaie électronique.
En France, le bitcoin ne répond pas à la définition légale de monnaie électronique car il ne représente pas une créance d’un détenteur sur un émetteur et il n’est pas émis contre remise de fonds.
Le règlement MiCA règlemente deux types de crypto-actifs qui peuvent être ou ne pas être de la monnaie électronique:
- le jeton se référant à un ou des actifs (ART) n’est pas un jeton de monnaie électronique
- le jeton de monnaie électronique (EMT) qui est un type de crypto-actif qui vise à conserver une valeur stable en se référant à la valeur d’une monnaie officielle.

### Monnaie numérique de banque centrale
La technologie utilisée actuellement par la monnaie numérique de banque centrale (MNBC) est qualifiée de "chaine de blocs privée". Elle offre plusieurs avantages tels que la sécurité, la confidentialité et la performance.
Les chaines de blocs privées se basent notamment sur (Hyperledger, Corda R3 et Quorum JPMorgan Chase) :
- Le e-Yuan (Chine) lancée en 2017 est l'une des MNBC les plus avancées en développement.
- La roupie digitale lancée en 2022
- L'euro numérique (Union européenne) est un projet qui se définit comme une forme numérique d’espèces émise par la banque centrale[20]. Le future euro numérique, émis par la BCE, se distingue des monnaies non conventionnelles par sa nature officielle. Sa masse monétaire est limitée et il ne génère pas d'intérêts. Pour cette raison, certaines banques commerciales souhaitent limiter la détention d'euros numériques à 500 euros par utilisateur[21].
- Le "dollar numérique" est un projet non officiel de MNBC émise par la Fed[22]

## Droit
La monnaie électronique est l'objet de notions juridiques spécifiques (directives, jurisprudence) dans l'espaces économique européen.
La monnaie numérique y est moins réglementée.

### Législation européenne: directives «monnaie électronique»
La directive européenne 2000/46/CE a créé la notion de monnaie électronique en 2000. La transposition dans les droits nationaux a conduit à des divergences entre les États membres.
La directive 2009/110/CE a été adoptée pour harmoniser la réglementation. La monnaie électronique est définie comme une valeur monétaire stockée sous forme électronique, représentant une créance sur l'émetteur et acceptée par des tiers. Cette définition vise à être large et à couvrir les innovations futures.
La définition exige une provision monétaire sur l'appareil ou le Web. Les "portefeuilles" électroniques ne semblent pas encore couverts par la directive.
La directive autorise les entreprises à émettre de la monnaie électronique sans le statut de banque. Ce statut est plus léger que celui d'établissement de crédit en termes de capital, de fonds propres et de normes de gestion.
Elle prévoit des exemptions d'agrément pour les réseaux fermés d'acceptation.
En 2020, la Commission européenne a proposé une révision de la directive. La proposition vise à moderniser le cadre réglementaire et à tenir compte des innovations technologiques :
- Lutte contre le blanchiment d'argent et le financement du terrorisme.
- Protection des consommateurs et des données personnelles.
- Interopérabilité des différents systèmes de paiement.
- Inclusion financière et accès aux services de paiement.

En 2024, la commission européenne de l'Union européenne envisage une proposition de règlement du parlement européen et du conseil établissant l’euro numérique, qui prévoit l'extension de la monnaie électronique à d'autres devises ainsi que l'interchangeabilité à parité de la monnaie électronique en fond euro contre l'euro numérique.

### Application en France
La France a transposé la directive avec retard et en restreignant l'accès à l'émission de monnaie électronique aux établissements de crédit. Cette décision s'est écartée de l'objectif initial de la directive d'ouvrir le marché à de nouveaux acteurs.
La loi no 2013-100 du 28 janvier 2013 transpose la directive 2009/110/CE en droit français. Elle vise à permettre une activité de paiement indépendante de l'activité de crédit. Les nouveaux établissements ne peuvent pas créer de monnaie de banque, mais seulement proposer un substitut aux pièces et billets pour les petits paiements.
Les exclusions du champ d'application de la loi sont :
- les "monnaies privées"
- les jetons de casino
- les cartes prépayées pour des services spécifiques (golf, cafétéria, transport)
- les ristournes commerciales.

Malgré ces exclusions, le champ d'application de la loi reste flou pour certains systèmes prétendant proposer une monnaie électronique.